# Ніколас Антоніу
Ніколас Антоніу (20 січня 2004) — кіпрський плавець.
Учасник Олімпійських Ігор 2020 року, де в попередніх запливах на дистанціях 50 і 100 метрів вільним стилем посів, відповідно, 45-те і 40-ве місця й не потрапив до півфіналів.